# Drevesno skakanje
Drevesno skakanje (izvirno angleško Tree Jumping) je bila vojaška padalska tehnika, ki so jo razvili v SAS.
Drevesno skakanje je nastalo kot posledica protigverilskega džungelskega bojevanja v Malaji.
Zaradi gostega džungelskega rastja je bil pešačenje zelo zamudno, zato je bil zračni transport pomemben dejavnik hitrega premika po takem terenu. Toda pristajanje je bilo tudi nemogoče, saj je bilo v džungli le malo jas, ki so bile primerne za pristajanje in vzlet letal.
Zato sta dva pripadnika SAS, Johnny Cooper in Alistar MacGregor, prišla do ideje, kako rešiti ta problem. Transportna letala bi odvrgla padalce nad džunglo, ki bi nato pristali v krošnjah dreves. Vsak padalec bi bil opremljen z dolgo vrvjo, s katero bi se nato spustil na tla.
Ta padalska tehnika je bila prvič preizkušena februarja 1954, ko so odvrgli 54 mož, ki so imeli le manjše poškodbe. Toda potem, ko so se ubili 3 vojaki, so to tehniko opustili.